# 砷酸铽
砷酸铽是铽的砷酸盐，化学式为TbAsO4。它有着很好的热稳定性，其pKsp,c为23.07±0.09。

## 制备
砷酸镨可由砷酸钠（Na3AsO4）和氯化铽（TbCl3）在溶液中反应制得：
Na3AsO4 + TbCl3 → 3 NaCl + TbAsO4↓